# Constellation (série télévisée)
Pour les articles homonymes, voir Constellation (homonymie).
Constellation est une série télévisée américaine créée par Peter Harness (en), diffusée internationalement depuis le 21 février 2024 sur Apple TV+. Le 10 mai 2024, Apple TV+ annonce ne pas renouveler la série pour une deuxième saison,.

## Synopsis
Une femme revenue sur Terre à la suite d'une catastrophe au cours de sa mission spatiale, découvre que des parties de sa vie semblent avoir disparu.

## Distribution

### Principaux
- Noomi Rapace (VF : Julie Dumas) : Johanna « Jo » Ericsson
- Jonathan Banks (VF : Féodor Atkine) : Henry Caldera / Bud Caldera
- James D'Arcy (VF : Valentin Merlet) : Magnus Taylor
- Davina et Rosie Coleman (VF : Loïse Charpentier) : Alice Ericsson-Taylor
- Julian Looman (VF : Julien Allouf) : Frederic Duverger
- Henry David (VF : Glen Hervé) : Ilya Andreev
- William Catlett (en) (VF : Jean-Baptiste Anoumon) : Paul Lancaster
- Barbara Sukowa (VF : Blanche Ravalec) : Irena Lysenko

### Récurrents
- Carole Weyers (VF : elle-même) : Audrey Brostin
- Lenn Kudrjawizki (de) : Sergei Vassiliev
- Rebecca Scroggs (en) : Frida Lancaster
- Joshua Spriggs : James Wallace
- Michel Diercks (VF : Frédéric Philippe) : Jimmy
- Sandra Teles (VF : Joy Feldman) : Yazmina Suri
- Clare-Hope Ashitey (VF : Aurélie Konaté) : l'agent Bright
- Chipo Chung (VF : Corinne Wellong) : Michaela Moyone
- Sadie Sweet : Wendy Lancaster
- Shaun Dingwall : Ian Rogers
- Elenor Fanyinka (VF : Mélissa Berard) : Eryn Lafferty

 Source et légende : version française (VF) sur RS Doublage

## Fiche technique
- Titre : Constellation
- Réalisation : Michelle MacLaren, Oliver Hirschbiegel et Joseph Cedar
- Scénario : Peter Harness, Ragna Wei basé sur une idée de Sean Jablonski
- Photographie : Frank Lamm, Yaron Scharf et Markus Förderer
- Direction artistique : Cornelia Ott
- Décors : Andy Nicholson
- Costumes : Nicole Fischnaller
- Montage : Morten Højbjerg, Yorgos Lamprinos, Jesse Parker et Crispin Green
- Musique : Ben Salisbury et Suvi-Eeva Äikäs
- Production : Simon Arnal, Caroline Benjo, Peter Harness, Daniel Hetzer, Rebecca Hobbs, Michelle MacLaren, Tracey Scoffield, Carole Scotta, David Tanner et Justin Thomson
- Société de production : Turbine Studios et Haut et Court[5]
- Sociétés de distribution : Apple TV+
- Pays de production :  États-Unis,  Royaume-Uni et  France
- Langue originale : Anglais
- Format : Couleur - 2,39:1
- Budget : 10 000 000 €[6]
- Genre : Drame, Thriller spatial, Thriller psychologique et Science-fiction
- Durée : 50 à 58 minutes
- Date de sortie :  Mondial : 21 février 2024

## Production

### Développement
Apple TV+ annonce en avril 2022 la création d'une nouvelle série s'intégrant dans les genres dramatique et thriller spatial. Avec pour nom Constellation, cette série est créée et écrite par Peter Harness avec l'aide de Ragna Wei, et basée sur une idée originale de Sean Jablonski. Elle est réalisée par Michelle MacLaren rejointe par Oliver Hirschbiegel et Joseph Cedar,.

### Distribution des rôles
En avril 2022, les acteurs Noomi Rapace et Jonathan Banks sont annoncés dans les rôles respectifs de Jo et Henry. En mai 2022, l'acteur James D'Arcy est dévoilé comme interprète de Magnus, le mari de Jo.

### Tournage
La série est filmée à partir du mois de juin 2022 à Cologne puis à Berlin, Allemagne, en juillet. En janvier et février de l'année suivante, le tournage a lieu en Laponie plus précisement à Ivalo et Inari ainsi qu'à Helsinki.

## Épisodes
1. L’Ange blessé (The Wounded Angel)
2. Vivre et laisser mourir (Live And Let Die)
3. Quelque part dans l’espace pend mon cœur (Somewhere in Space Hangs My Heart)
4. Le Bras gauche de Dieu (The Left Hand of God)
5. À 8 kilomètres au large, on distingue mieux ce son (Five Miles Out, the Sound Is Clearest)
6. Paul est mort (Paul is dead)
7. De l’autre côté du miroir (Through The Looking Glass)
8. Je veux de ces fragments étayer mes ruines (These Fragments I Have Shored Against My Ruin)

## Accueil
Sur le site Rotten Tomatoes,  71 % des 52 critiques sont positives. Sur Allociné, la série atteint une note de 3,7 sur 5 avec 394 critiques. Sur IMDb, la série est notée 6,7 sur 10 avec plus de 15 000 critiques.